# Sexual Perversity in Chicago
Sexual Perversity in Chicago est une pièce de théâtre de comédie dramatique écrite par David Mamet. Elle explore les vies sexuelles de deux hommes et deux femmes dans les années 1970. La pièce est remplie de blasphèmes et jargon régional qui reflètent la langue de la classe ouvrière de Chicago. Les relations entre les personnages viennent à être entravées par la nature caustique de leurs paroles, car une grande partie du dialogue comprend des insultes et des disputes. La pièce présente « les relations intimes [comme] des champs de mines de peurs et d'incompréhensions enfouies ». Elle est adaptée au cinéma à deux reprises sous le nom À propos d'hier soir..., une fois en 1986 et une deuxième fois en 2014.

## Synopsis et personnages
La pièce se déroule à différents endroit autour de la partie nord de Chicago pendant environ neuf semaines d'un été. Les quatre personnages sont les suivants : Dan Shapiron un homme urbain à la fin de la vingtaine, Bernard Litko, l'ami et l'associé de Dan, Deborah Soloman, une femme à la fin de la vingtaine et Joan Webber, l'amie et colocataire de Deborah.
Danny et Bernie contrebalancent leur travail banal de bureau avec des plaisanteries d'ordre sexuel, notamment sur leurs expériences et leurs préférences au lit. Pareillement, Joan et Deborah discutent fréquemment des défauts des hommes qu'elles invitent chez elles. Le point principal de l'intrigue et la relation entre Danny et Deborah, perpétuant une grande partie du dialogue sur les hommes et les femmes. Leur romance est rapidement établie par leur attirance sexuelle réciproque, mais au fur et à mesure que la pièce et que Deborah emménage dans l'appartement de Danny, ils deviennent incapables de se parler sérieusement. Danny se plaint avec frustration en ces termes : « Tout va bien. Le sexe, la conversation, la vie : tout. Jusqu'à ce que tu veuilles te "rapprocher", aller "mieux". Tu sais ce que tu veux putain ? ». Finalement le couple se sépare tandis que Danny et Bernie reviennent à leurs conversations habituelles sur les « gonzesses » et ce qui ne va pas dans le monde.
Joan déclare : « Je ne sais pas Déborah, je le jure devant Dieu, plus je vieillis, moins je sais. C'est un casse-tête. Nos efforts pour nous prendre en main… Dans une tentative de devenir « plus humain » (ce qui en soi, est un concept intéressant). Cela a à voir avec une capacité accrue à reconnaître les indices… et le contrôle de l'énergie sous forme de luxure… et de désir (et aussi sous forme d'espoir)… Mais c'est un puzzle fini. Dont la vraie solution réside, peut-être, dans le fait de transcender les règles elles-mêmes… et de marteler les putains de morceaux dans des endroits où ils ne rentrent pas du tout ».

## Production
La version originelle de Sexual Perversity in Chicago a été produite pour la première fois au Goddard College à Plainfield au Vermont par les membres du St. Nicholas Theater. La pièce était mise en scène par David Mamet. Elle consistait en différentes scènes montrant différentes personnes : des serveuses, des policiers, des banquiers… Ayant des conversations sur le sexe. La distribution était composée de William H. Macy, Steven Schachter, Alison Zucker, Mary Tibbetts, Madeleine Dammers et Peter Vincent.

## Adaptations cinématographiques
- 1986 : À propos d'hier soir... d'Edward Zwick